# 2022–2023-as Tipos Extraliga-szezon
A 2022–2023-as Tipos Extraliga-szezon Szlovákia első osztályú jégkorongbajnokságának, a Tipos Extraligának a harmincadik szezonja. Az előző szezon címvédője a HC Slovan Bratislava volt. A másodosztályú TIPOS Slovenská hokejová ligából lejutó csapat a HC MV Transport Prešov  volt, helyére a következő szezonban a HC 19 Humenné került.

## Lebonyolítás
A Tipos Extraliga szezonja két szakaszból áll. Az alapszakasz szeptemberben kezdődik, a rájátszás márciusban.

### Alapszakasz
Az alapszakaszban jelenleg 12 csapat versenyez, mindegyik csapat 50 fordulót játszik, 2-2 meccset mindegyik csapattal otthon és idegenben. A karácsonyi időszakban, a 28-33. fordulóban a csapatok regionális fordulókat tartanak, ahol 3 regionális csoportba van sorolva 4-4 csapat, mindegyik csapat a másik 3 régiós csapattal 1-1 meccset játszik otthon és idegenben.
A csapatok elosztása a regionális fordulókban: 
- Nyugati Regionális Csoport (HC Slovan Bratislava, HK Nitra, HK Dukla Trenčín, HC Mikron Nové Zámky)
- Központi Regionális Csoport (HKM Zvolen, MHk 32 Liptovský Mikuláš, HC '05 Banská Bystrica, HK Poprad)
- Keleti Regionális Csoport (HK GROTTO Spišská Nová Ves, HC Košice, HC MV Transport Prešov, HK Dukla Ingema Michalovce)

Az utolsó, 49. és 50. fordulót mind egy időben tartják meg.
Az alapszakaszban legtöbb pontot elérő csapat a Dušan Pašek-kupát nyeri el.

### Rájátszás
A rájátszásba az alapszakasz tabelláján az 1-10 helyen végző csapat vehet részt. Az 1-6. helyezett csapatok közvetlenül negyeddöntő fordulójába kerülnek, a 7-10. helyezett csapatok a negyeddöntőbe jutásért játszanak kvalifikációs meccseket, a 7. helyezett a 10. helyezettel és a 8. a 9. helyezettel. A kvalifikációs meccsek 3 győztes meccsig zajlanak, legfeljebb 5 fordulóig, a kvalifikációs fordulók két győztese kerülhet a rájátszás negyeddöntőjébe. Az alapszakasz végén a tabella 12. helyen szereplő csapata automatikusan a másodosztályú Szlovák 1. Liga bajnokságba kerül, míg a következő szezonban a Szlovák 1. Liga rájátszásának győztese felkerül a Tipos Extraligába. Az alapszakasz 11. helyezett csapata nem kerül a másodosztályú bajnokságba, de a rájátszásban sem vehet részt. A rájátszásban kiesés alapon folytatódik a küzdelem a bajnoki címért. A nyolc csapatot az alapszakasz utáni helyezések alapján sorolják párosokba (a legerősebb a leggyengébbel). A továbbjutáshoz, illetve a döntőben a bajnoki cím megszerzéséhez négy győzelem kell. A rájátszás győztese a Vladimír Dzurilla-kupát nyeri el. Az alapszakasz győztese és a bajnok indulhat a következő szezon Jégkorong Bajnokok Ligája kiírásában.

### Játékszabályok
A 2006–07-es szezontól az alapszakasz mérkőzései nem érhetnek véget döntetlennel, a rendes játékidőt ilyen esetben ötperces hosszabbítás követi. Ha a hosszabbításban sem születik újabb gól, szétlövés következik, először öt játékossal mindkét csapatból, majd egyenlő számú találat esetén hirtelen halál dönt. Hosszabbítás vagy szétlövés után a rendes játékidő utáni eredményhez hozzáadnak egy gólt a győztes csapat javára. A rendes játékidőben megszerzett győzelemért három pont, a hosszabbításban szerzett győzelemért két pont, a hosszabbítás utáni vereségért egy pont, míg a rendes játékidő utáni vereségért nulla pont jár.

## Résztvevők
| Csapat | Város            | Stadion                         | Férőhely | Alapítás éve |
| --- | ---------------- | ------------------------------- | -------- | ------------ |
| HC Košice (HC Kassa) | Kassa            | Steel Aréna                     | 8 347    | 1962         |
| HC Mikron Nové Zámky (HC Mikron Érsekújvár) | Érsekújvár       | Érsekújvári Jégcsarnok          | 4 500    | 1965         |
| HC '05 Banská Bystrica (HC ’05 Besztercebánya) | Besztercebánya   | Tipsport Aréna (Besztercebánya) | 3 016    | 1922         |
| HC MV Transport Prešov (HC MV Transport Eperjes) | Eperjes          | ICE Aréna                       | 3 600    | 2021         |
| HK Dukla Trenčín (HK Dukla Trencsén) | Trencsén         | Pavol Demitra Jégcsarnok        | 6 150    | 1962         |
| HK Nitra (HK Nyitra) | Nyitra           | Tipsport Aréna (Nyitra)         | 3 600    | 1926         |
| HK Poprad (HK Poprád) | Poprád           | Poprádi Városi Jégcsarnok       | 4 233    | 1930         |
| HKM Zvolen (HKM Zólyom) | Zólyom           | Zólyomi Jégcsarnok              | 5 345    | 1927         |
| MHk 32 Liptovský Mikuláš (MHk 32 Liptószentmiklós) | Liptószentmiklós | Liptószentmiklósi Jégcsarnok    | 3 680    | 1932         |
| HK Dukla Ingema Michalovce (HK Dukla Ingema Nagymihály) | Nagymihály       | Nagymihályi Jégcsarnok          | 4 000    | 1974         |
| HC Slovan Bratislava (HC Slovan Pozsony) | Pozsony          | Ondrej Nepela Jégcsarnok        | 10 000   | 1921         |
| HK Spišská Nová Ves (HK Igló) | Igló             | Spiš Aréna                      | 5 503    | 1932         |
| Mikron Nové Zámky Dukla Trenčín Nitra Prešov Spišská Nová Ves Banská Bystrica Zvolen Poprad Košice Dukla Michalovce Liptovský Mikuláš Slovan Bratislava A 2023–24-es szezon résztvevői |                  |                                 |          |              |

## Alapszakasz
|  | A csapat bejutott a rájátszásba                                  |
|  | A csapat kiesett a másodosztályú TIPOS Slovenská hokejová ligába |
|  | A csapat kvalifikációs fordulót játszik a rájátszásba jutásért   |

| Poz. | Csapat                     | LM | Gy | GY.H. | V.H. | V  | G       | P  |
| ---- | -------------------------- | -- | -- | ----- | ---- | -- | ------- | -- |
| 1.   | HC Košice                  | 50 | 28 | 5     | 2    | 15 | 163:114 | 96 |
| 2.   | HC Slovan Bratislava       | 50 | 27 | 3     | 7    | 14 | 162:115 | 93 |
| 3.   | HKM Zvolen                 | 50 | 24 | 4     | 7    | 15 | 168:141 | 87 |
| 4.   | HC ’05 Banská Bystrica     | 50 | 21 | 7     | 2    | 20 | 147:156 | 79 |
| 5.   | HK GROTTO Spišská Nová Ves | 50 | 21 | 3     | 10   | 16 | 146:144 | 79 |
| 6.   | HC Mikron Nové Zámky       | 50 | 21 | 6     | 2    | 21 | 143:132 | 77 |
| 7.   | HK Poprad                  | 50 | 17 | 9     | 3    | 21 | 151:153 | 72 |
| 8.   | HK Dukla Ingema Michalovce | 50 | 17 | 7     | 7    | 19 | 124:129 | 72 |
| 9.   | HK Dukla Trenčín           | 50 | 19 | 3     | 5    | 23 | 130:155 | 68 |
| 10.  | HK Nitra                   | 50 | 17 | 3     | 4    | 26 | 125:157 | 61 |
| 11.  | MHk 32 Liptovský Mikuláš   | 50 | 16 | 3     | 7    | 24 | 124:149 | 61 |
| 12.  | HC MV Transport Prešov     | 50 | 11 | 8     | 6    | 25 | 129:167 | 55 |

## Rájátszás
|  | Kvalifikációs forduló | Kvalifikációs forduló      | Kvalifikációs forduló  |                            |                      | Negyeddöntők | Negyeddöntők | Negyeddöntők |  |  | Elődöntők | Elődöntők | Elődöntők |  |  | Döntő | Döntő | Döntő |  |
|  |                       |                            |                        |                            |                      |              |              |              |  |  |           |           |           |  |  |       |       |       |  |
|  |                       |                            |                        |                            |                      | 1            | HC Košice    |              |  |  |           |           |           |  |  |       |       |       |  |
|  |                       |                            |                        |                            |                      | 1            | HC Košice    |              |  |  |           |           |           |  |  |       |       |       |  |
|  |                       |                            | 10.                    | HK Nitra                   |                      |              |              |              |  |  |           |           |           |  |  |       |       |       |  |
|  | 7.                    | HK Poprad                  | 10.                    | HK Nitra                   |                      |              |              |              |  |  |           |           |           |  |  |       |       |       |  |
|  | 7.                    | HK Poprad                  |                        |                            |                      |              |              |              |  |  |           |           |           |  |  |       |       |       |  |
|  | 10.                   | HK Nitra                   |                        |                            |                      |              |              |              |  |  |           |           |           |  |  |       |       |       |  |
|  | 10.                   | HK Nitra                   |                        | 1.                         | HC Košice            |              |              |              |  |  |           |           |           |  |  |       |       |       |  |
|  |                       |                            |                        |                            |                      |              |              |              |  |  |           |           |           |  |  |       |       |       |  |
|  |                       |                            | 8.                     | HK Dukla Ingema Michalovce |                      |              |              |              |  |  |           |           |           |  |  |       |       |       |  |
|  | 8.                    | HK Dukla Ingema Michalovce | 8.                     | HK Dukla Ingema Michalovce |                      |              |              |              |  |  |           |           |           |  |  |       |       |       |  |
|  | 8.                    | HK Dukla Ingema Michalovce |                        |                            |                      |              |              |              |  |  |           |           |           |  |  |       |       |       |  |
|  | 9.                    | HK Dukla Trenčín           |                        |                            |                      |              |              |              |  |  |           |           |           |  |  |       |       |       |  |
|  | 9.                    | HK Dukla Trenčín           |                        | 2.                         | HC Slovan Bratislava |              |              |              |  |  |           |           |           |  |  |       |       |       |  |
|  |                       |                            |                        | 2.                         | HC Slovan Bratislava |              |              |              |  |  |           |           |           |  |  |       |       |       |  |
|  |                       |                            | 8.                     | HK Dukla Ingema Michalovce |                      |              |              |              |  |  |           |           |           |  |  |       |       |       |  |
|  |                       |                            |                        | HK Dukla Ingema Michalovce |                      |              |              |              |  |  |           |           |           |  |  |       |       |       |  |
|  |                       |                            |                        |                            |                      |              |              |              |  |  |           |           |           |  |  |       |       |       |  |
|  |                       |                            |                        |                            |                      |              |              |              |  |  |           |           |           |  |  |       |       |       |  |
|  |                       | 1.                         | HC Košice              |                            |                      |              |              |              |  |  |           |           |           |  |  |       |       |       |  |
|  |                       |                            |                        |                            |                      |              |              |              |  |  |           |           |           |  |  |       |       |       |  |
|  |                       |                            | 3.                     | HKM Zvolen                 |                      |              |              |              |  |  |           |           |           |  |  |       |       |       |  |
|  |                       |                            |                        | HKM Zvolen                 |                      |              |              |              |  |  |           |           |           |  |  |       |       |       |  |
|  |                       |                            |                        |                            |                      |              |              |              |  |  |           |           |           |  |  |       |       |       |  |
|  |                       |                            |                        |                            |                      |              |              |              |  |  |           |           |           |  |  |       |       |       |  |
|  |                       | 3.                         | HKM Zvolen             |                            |                      |              |              |              |  |  |           |           |           |  |  |       |       |       |  |
|  |                       |                            |                        |                            |                      |              |              |              |  |  |           |           |           |  |  |       |       |       |  |
|  |                       |                            | 6.                     | HC Mikron Nové Zámky       |                      |              |              |              |  |  |           |           |           |  |  |       |       |       |  |
|  |                       |                            |                        | HC Mikron Nové Zámky       |                      |              |              |              |  |  |           |           |           |  |  |       |       |       |  |
|  |                       |                            |                        |                            |                      |              |              |              |  |  |           |           |           |  |  |       |       |       |  |
|  |                       |                            |                        |                            |                      |              |              |              |  |  |           |           |           |  |  |       |       |       |  |
|  |                       | 3.                         | HKM Zvolen             |                            |                      |              |              |              |  |  |           |           |           |  |  |       |       |       |  |
|  |                       |                            |                        |                            |                      |              |              |              |  |  |           |           |           |  |  |       |       |       |  |
|  |                       |                            | 5.                     | HK GROTTO Spišská Nová Ves |                      |              |              |              |  |  |           |           |           |  |  |       |       |       |  |
|  |                       |                            |                        | HK GROTTO Spišská Nová Ves |                      |              |              |              |  |  |           |           |           |  |  |       |       |       |  |
|  |                       |                            |                        |                            |                      |              |              |              |  |  |           |           |           |  |  |       |       |       |  |
|  |                       |                            |                        |                            |                      |              |              |              |  |  |           |           |           |  |  |       |       |       |  |
|  |                       | 4.                         | HC '05 Banská Bystrica |                            |                      |              |              |              |  |  |           |           |           |  |  |       |       |       |  |
|  |                       |                            |                        |                            |                      |              |              |              |  |  |           |           |           |  |  |       |       |       |  |
|  |                       |                            | 5.                     | HK GROTTO Spišská Nová Ves |                      |              |              |              |  |  |           |           |           |  |  |       |       |       |  |

### Kvalifikációs fordulók
- HK Poprad - HK Nitra 0:3 (1:2, 1:2, 0:2)
- HK Dukla Ingema Michalovce - HK Dukla Trenčín 3:2 (2:1, 4:6, 0:2, 3:2, 2:1)

### Negyeddöntők
- HC Košice - HK Nitra 4:1 (5:2, 4:3sn, 2:5, 2:1, 4:2)
- HC Slovan Bratislava - HK Dukla Ingema Michalovce 2:4 (5:2, 2:3h.u., 2:3h.u., 1:3, 4:0, 0:3)
- HKM Zvolen - HC Mikron Nové Zámky 4:1 (4:3pp, 4:3h.u., 2:5, 4:2, 5:2)
- HC ’05 Banská Bystrica - HK GROTTO Spišská Nová Ves 3:4 (3:2, 0:6, 5:2, 0:2, 4:1, 2:4, 2:3h.u.)

### Elődöntők
- HC Košice - HK Dukla Ingema Michalovce 4:3 (3:1, 2:0, 2:3, 1:4, 1:2h.u., 2:1, 3:1)
- HKM Zvolen - HK GROTTO Spišská Nová Ves 4:3 (2:4, 2:1b.u., 1:3, 3:1, 5:6, 3:0, 3:2)

### Döntők
- HC Košice - HKM Zvolen 4:1 (3:1, 1:0, 3:1, 2:5, 3:0)

## Díjak

### Arany korong díj
| Év   | Díjazott         | Csapat    |
| ---- | ---------------- | --------- |
| 2023 | Dominik Riečický | HC Košice |

### Kristálykorong díj
| Szeptember              | Október                 | November                   | December              | Január             | Február               | Március | Végső nyertes              |
| ----------------------- | ----------------------- | -------------------------- | --------------------- | ------------------ | --------------------- | ------- | -------------------------- |
| Tomáš Záborský (Poprad) | Joakim Thelin (Trenčín) | Matúš Paločko (Michalovce) | Dávid Skokan (Poprad) | Jake Elmer (Nitra) | Denis Paršin (Košice) | -       | Matúš Paločko (Michalovce) |